# Bosnisch-herzegowinisch-haitianische Beziehungen
Die bosnisch-herzegowinisch-haitianischen Beziehungen beschreiben das bilaterale Verhältnis zwischen Bosnien und Herzegowina einerseits und der Republik Haiti andererseits.

## Geschichte und Stand
Die im Jahr 1804 von Frankreich unabhängig gewordene Republik Haiti und das 1992 aus der Auflösung des ehemaligen Staates Jugoslawien entstandene Bosnien und Herzegowina unterhalten seit 2010 diplomatische Beziehungen.
Die entsprechende gemeinsame Erklärung wurde am 17. Mai 2010 von den Leitern der Ständigen Vertretungen beider Länder bei den Vereinten Nationen in New York unterzeichnet. Haiti hatte am gleichen Tag Bosnien und Herzegowina völkerrechtlich anerkannt.
Es wurden keine diplomatischen oder konsularischen Vertretungen im jeweils anderen Land eingerichtet.
Haiti ist Mitglied der Organisation Amerikanischer Staaten (OAS), bei der Bosnien und Herzegowina einen Beobachterstatus innehat.
Die formalisierten bilateralen Beziehungen zeigten weder bei politischen noch wirtschaftlichen oder kulturellen Themen Ansätze wirklicher Zusammenarbeit.